# Puente Internacional Comandante Rosales
El Puente Internacional Comandante Rosales es un puente carretero de 102 metros de longitud que cruza el río Pepirí Guazú y que une la Provincia de Misiones (Argentina) y el Estado de Santa Catarina (Brasil). No existen localidades en las cabeceras del puente, siendo las localidades más cercanas Cruce Caballero del lado argentino y Paraíso del lado brasileño; las localidades de importancia más cercana son São Miguel do Oeste y San Pedro. Fue habilitado en 1994. Del lado brasileño el pavimento de la ruta BR-282 hasta la cabecera del puente se concluyó en 2010. Del lado argentino el pavimento de la Ruta Provincial 27 se concluyó en noviembre de 2014.
Para ambas naciones el nombre oficial es Puente Internacional “Pepirí Guazú - São Miguel do Oeste“, aunque exista en la aduana brasileña, un cartel que dice en portugués “Puente Internacional Río Pepiri Guaçu – Límite Argentina-Brasil“ y del lado argentino, un cartel dice "Paso Internacional Pepirí Guazú". El nombre de “Paso Rosales“ es del Grupo de Gendarmería Nacional Argentina, que depende de la Sección “San Pedro“ de esa Institución, cuyos integrantes cumplen funciones aduaneras y migratorias.